# 청춘정담
"청춘정담"은 2013년에 개봉한 대한민국의 영화이다.

## 등장 인물

### 주요 인물
- 고경표 : 윤성 역
- 한서진 : 은주 역
- 송삼동 : 백두 역
- 차현정 : 성주 역

### 그 외
- 김충길 : 창식 역
- 김현승 : 형석 역
- 정준교 : 경식 선배 역
- 김다빈 : 소희 역
- 손종환 : 파출소장 역
- 이재호 : 권 순경 역
- 송지나 : 여순경 역
- 김종민 : 군인 친구 역
- 배준수 : 해물탕집 주인 역
- 최주미 : 미용실 종업원 역
- 홍영근 : 여관커플 남 역
- 곽은주 : 여관커플 여 역
- 김진우 : 군인커플 남 역
- 채민정 : 군인커플 여 역
- 조인숙 : 해물탕집 손님1 역
- 백승현 : 해물탕집 손님2 역
- 최어진 : 해물탕집 손님3 역
- 박은성 : 우동집 남자1 역
- 심태영 : 우동집 남자2 역
- 김광훈 : 우동집 손님1 역
- 김건우 : 우동집 손님2 역
- 유동건 : 우동집 손님3 역
- 김혜원 : 우동집 손님4 역
- 이민철 : 취객 역
- 이호석 : 구경꾼커플 남 역
- 장희정 : 구경꾼커플 여 역
- 문인수 : 편의점남 역
- 백소연 : 백두성주 딸 역
- 조아진 : 네비게이션 (목소리), 케이블 홈쇼핑2 역
- 소은정 : 케이블 홈쇼핑1 역
- 권영지 : 성주 회사 동료 역
- 이성원 : 성주 회사 부장 역
- 최우정 : TV뉴스 기자 역

### 특별출연
- 김기천 : 택시기사 역
- 박해미 : 윤성 모 역
- 조영진 : 윤성 부 역
- 이철민 : 여관주인 역
- 정승환 : 앞집남자 역